# 세븐스 크로스
세븐스 크로스(The Seventh Cross)는 미국에서 제작된 프레드 진네만 감독의 1944년 드라마 영화이다. 스펜서 트레이시 등이 주연으로 출연하였고 팬드로 S. 버먼 등이 제작에 참여하였다.

## 출연

### 주연
- 스펜서 트레이시
- 시그네 하소

### 조연
- 험 크로닌
- 제시카 탠디
- 아그네스 무어헤드
- 허버트 러들리
- 펠릭스 브레서트

## 제작진
- 미술: 세드릭 기븐스
- 미술: 레오니드 바시안
- 의상: 아이린